# 이도국
이도국(1973년 10월 5일~)은 대한민국의 배우이다.

## 출연작

### 영화
- 《헌트》 (2022년) - 목성사 사내 5 역
- 《사냥의 시간》 (2020년) - 형사 1 역
- 《클로젯》 (2020년) - 형사 역
- 《남산의 부장들》 (2020년) - 의전과장 역
- 《돈》 (2019년) - 합수단 팀장 역
- 《악질경찰》 (2019년) - 내사과 동료 역
- 《뺑반》 (2019년) - 고속도로 순찰대 2 역
- 《반드시 잡는다》 (2017년) - 204호 아저씨 역
- 《미옥》 (2017년) - 공명패밀리 3 역
- 《조작된 도시》 (2017년) - 운반팀 역
- 《왕을 참하라》 (2017년) - 박강창 역
- 《마스터》 (2016년) - 원네트워크 회원 1 역

### 드라마
- 《아무도 없는 숲속에서》 (2024년, Netflix) - 서장 역
- 《하이라키》 (2024년, 넷플릭스) - 이한종 역
- 《고려 거란 전쟁》 (2023년, KBS2) - 하공진 역
- 《낭만닥터 김사부 3》 (2023년, SBS) - 박 서장 역
- 《빈센조》 (2021년, tvN) - 이황규 역 (특별출연)
- 《경이로운 소문》 (2020년, OCN) - 권진호 역
- 《모범형사》 (2020년, JTBC) - 정상일 역
- 《60일, 지정생존자》 (2019년, tvN) - 명해준 역
- 《검법남녀 2》 (2019년, MBC) - 갈대철 역
- 《슬기로운 감빵생활》 (2017년, tvN) - 제혁 주치의 역
- 《크리미널 마인드》 (2017년, tvN) - 태형사 역
- 《정조암살미스터리: 8일》 (2007년, 채널CGV)